# Zwlecza (rzeka)
Zwlecza – rzeka, prawy dopływ Pilicy o długości 23,13 km. 
Wypływa w okolicach wsi Zwlecza w gminie Secemin w województwie świętokrzyskim i kieruje swój bieg na północ. Mija wieś Maleniec i przez dłuższy okres biegnie wśród niezabudowanych terenów, po czym przepływa przez miejscowości: Zaróg, Rudniki, Pękowiec, a po minięciu wsi Gościencin wpada do Pilicy.
Dopływami Zwleczy są Seca i Jeżówka, oba prawostronne.